# Los pequeños amores
Los pequeños amores es una película española de drama escrita y dirigida por Celia Rico Clavellino, y protagonizada por María Vázquez y Adriana Ozores. Se estrenó en cines españoles el 8 de marzo de 2024 de la mano de BTeam Pictures.

## Trama
Teresa (María Vázquez) cambia sus planes de vacaciones para ayudar a su madre, Ani (Adriana Ozores), que ha sufrido un pequeño accidente. Las dos pasarán juntas un verano de lo más sofocante, en el que no conseguirán ponerse de acuerdo ni en las cosas más triviales. Sin embargo, la obligada convivencia removerá más de lo esperado y en las noches estivales Teresa vivirá momentos reveladores junto a su madre.

## Reparto
- María Vázquez como Teresa.
- Adriana Ozores como Ani.
- Aimar Vega como Jonás.

## Producción
El 29 de julio de 2022, se anunció que la directora Celia Rico estaba rodando su segunda película, Los pequeños amores, con María Vázquez y Adriana Ozores como protagonistas. Dos semanas después, el 16 de agosto de 2022, se anunció que el rodaje de la película había concluido después de seis semanas, habiendo tenido lugar en Madrid y en diferentes localidades de Cataluña, como Begues, L’Ametlla de Merola, Sant Cugat de Sesgarrigues, Olesa de Bonesvalls, La Granada del Penedès, Navarcles y Barcelona. El presupuesto de la película fue de dos millones de euros, incluyendo un millón de euros procedente de las ayudas generales del ICAA.

## Lanzamiento y marketing
El 16 de noviembre de 2023, la distribuidora BTeam Pictures anunció que estrenaría Los pequeños amores el 8 de marzo de 2024.

## Recepción

### Taquilla
En su primera semana, Los pequeños amores se estrenó en 72 cines, coincidiendo principalmente con los estrenos de Kung Fu Panda 4 y Por tus muertos, entre otras cintas.

### Crítica
Los pequeños amores ha recibido críticas muy positivas por parte de los críticos. Paula Arantzazu Ruiz de Cinemanía le dio a la cinta cuatro estrellas de cinco, escribiendo que Los pequeños amores y Viaje al cuarto de una madre, "pueden considerarse obras complementarias, tanto por uno de los temas que se abordan [...] como por los tonos y los puntos de vista de su narrativa" y añadiendo que "si el guion de la cineasta puede presumir de precisión emocional [...] el trabajo de las protagonistas compacta todavía más la propuesta". Panlo Úrbez de FilaSiete también le dio cuatro estrellas de cinco, diciendo que Celia Rico Clavellino "entrega una obra delicada, íntima y muy cariñosa, en un envoltorio mimado al milímetro en su fotografía, sus encuadres y su iluminación" y describiendo la cinta como un "drama intimista y poético, en el que María Vázquez y Adriana Ozores ofrecen un duelo interpretativo con mayúsculas". Noé R. Rivas de Mindies le dio a la película una crítica positiva, escribiendo que "a través de una puesta en escena minimalista pero cuidadosamente orquestada [...] la directora consigue sumergir al espectador en la intimidad de esta convivencia forzada" y que una de sus grandes fortalezas "reside en su capacidad para retratar con autenticidad y franqueza los matices de la experiencia femenina en distintas etapas de la vida", además de describir las interpretaciones de Vázquez y Ozores como "sencillamente magistrales" y la dirección artística y de fotografía como "espléndida[s]", concluyendo que es "una obra cinematográfica imprescindible para quienes disfrutan del cine honesto, emotivo y profundamente humano". Luis Martínez de El Mundo le dio a la película cuatro estrellas de cinco, diciendo que es "a su modo, la pieza que complementa Viaje al cuarto de una madre" y que "arroja desde la pantalla el vaho cálido y perfumado de las ventanas en verano", además de describir las interpretaciones de Vázquez y Ozores como "majestuosas en cada una de sus grietas", concluyendo que Rico "ha conseguido una película intensa en su aparente liviandad; luminosa en su dolor; clara hasta el entusiasmo".
Eulàlia Iglesias del diario catalán Ara le dio a la cinta cuatro estrellas de cinco, escribiendo que "a través de [sus protagonistas], y con aquella maestría el retrato naturalista de personajes de carne y hueso [...] Rico Clavellino perfila este modelo de mujer de mediana edad sin hijos ni pareja estable en parte por voluntad propia a quien toca abrazar una concepción más modesta de la felicidad", además de describir a Vázquez como "afinadísima" y decir de Ozores que "clava el personaje de Ani", concluyendo que "a primera vista, estamos ante un filme más luminoso y aireado que el anterior. Pero el olor vital del verano sirve también para compensar [...], el poso de profunda melancolía que se va instalando en la audiencia a medida que avanza el metraje." Júlia Olmo de Cineuropa describió la película como "un honesto y bello retrato de la familia como lugar ambiguo, de cuidados y seguridad, pero también fuente de inseguridades, miedos y vulnerabilidad" y diciendo que Rico "vuelve a mostrarnos la capacidad narrativa del cine sin necesidad de grandes artificios, lo que los detalles y los pequeños conflictos cotidianos dicen de nosotros mismos". Mario Hernández de mundoCine le dio a la película cuatro estrellas y media de cinco, diciendo que con una "puesta en escena costumbrista capaz de captar la esencia anodina del día a día", Rico "dibuja en Los pequeños amores la solitaria vida que comparten madre e hija" y que las actuaciones de Vázquez y Ozores "captan a la perfección el choque continuo en el que cohabitan las dos", concluyendo que la cinta "logra capturar la monotonía contemplativa necesaria para transportar al espectador al anodino verano en el que la relación entre una madre y una hija [...] consigue poner en valor la importancia de los pequeños amores".
Irene Abecia Navarro de Cinemagavia le dio a la película un 8 de 10, escribiendo que a la cinta le da fuerza "un guion potente [...] junto con el gran trabajo actoral" y que "una finísima línea de humor recorre Los pequeños amores, las conversaciones siempre llevan algo que tiene gracia", concluyendo que es "una maravillosa película costumbrista sobre los vínculos entre una madre [...] y su hija cuarentona". Yoel González de Contraste le dio a la película cuatro estrellas de cinco, diciendo que "recupera la realización minimalista y los temas de su predecesora y, sin embargo, logra transitarlos de forma distinta y refrescante" y que Rico "construye una naturalidad que se afianza en una predilección por el plano fijo, el cual permite prestar una atención máxima a los personajes y a sus diálogos", además de describir las interpretaciones de Vázquez y Ozores como "tejidas de matices y construídas bajo una mutua escucha atenta [...] ponen el broche a este cándido y cálido relato de madre e hija". Javier Lizarán López de Historias del Cine le dio a la película tres estrellas y media de cinco, describiéndola como "una película muy personal narrada en gran parte en una casa de campo, como un único escenario" y que "es significado de simpleza, de cotidianeidad, de dar importancia a lo verdaderamente importante" y que con la cinta, Rico "se vuelve a consolidar como la directora y contadora de buenas historias que demuestra que es, sin la necesidad de grandes artificios".
Algunos críticos no fueron del todo positivos. Quim Casas de El Periódico le dio a la cinta tres estrellas de cinco, escribiendo que "hay dos maneras de aproximarse [a la película] [...] La primera aproximación, más crítica, se basaría en la idea de que Rico ha arriesgado poco y ha repetido la fórmula que tan bien le funcionó en su filme de debut. La segunda, más positiva, es presenciar las dos películas como un díptico o variación sobre el mismo tema." Pedro de Frutos de El Ónfalos le dio a la cinta un 6,3 de 10, diciendo que la dirección de actrices de Rico "se repite en este caso con Adriana Ozores [...] y María Vázquez" y que "todo pasa ante nuestros ojos sin que tengamos la sensación de que está sucediendo algo definitivo". Jesús Martín de Acción Cine le dio a la cinta tres estrellas de cinco, escribiendo que la quietud "afecta tanto al argumento como a los personajes que deambulan por el metraje del film" y que "dentro de semejante contexto, falta un poco de disrupción que anime la trama, como si se esperara una sorpresa que nunca llega, y que genera una significativa caída en el ritmo narrativo", aunque también elogió su "capacidad [...] para identificar lo que cuenta con las experiencias de no pocos de los espectadores" y cómo Rico "saca partido de esos recuerdos o sensaciones compartidas [...] sin artificios incoherentes ni elementos ajenos a la rutina que sufren las protagonistas", además de elogiar las interpretaciones de Vázquez y Ozores como "sendos trabajos de profundidad humana, siempre verosímiles y nunca extraños en medido del milimétrico y opresivo universo en el que conviven". Juan Luis Sánchez de deCine21.com le dio a la película un 6 de 10, escribiendo que "quizás no resista comparaciones con la ópera prima de la sevillana, más redonda, y también se puede argumentar que repite demasiados elementos", aunque también dijo que "en cualquier caso, el visionado se hace grato y de nuevo cuenta con dos actrices de primera fila".

### Reconocimientos
En la 27ª edición del Festival de Cine de Málaga obtuvo la Biznaga de Plata Premio Especial del Jurado y la Biznaga de Plata a la mejor interpretación femenina de reparto (Adriana Ozores).